# 拉沙佩勒迪布尔盖
拉沙佩勒迪布尔盖（法語：La Chapelle-du-Bourgay，法語發音：[la ʃapɛl dy buʁɡɛ]）是法国滨海塞纳省的一个市镇，属于迪耶普区。

## 地理
拉沙佩勒迪布尔盖（49°49'18"N, 1°8'54"E）面积2.99 平方千米，位于法国诺曼底大区滨海塞纳省，该省份为法国北部沿海省份，其西部及北部濒大西洋英吉利海峡，东起顺时针与索姆省、瓦兹省、厄尔省和卡爾瓦多斯省接壤。
与拉沙佩勒迪布尔盖接壤的市镇（或旧市镇、城区）包括：勒布瓦罗贝尔、拉绍塞、圣富瓦、圣日耳曼代塔布勒、小托尔西。

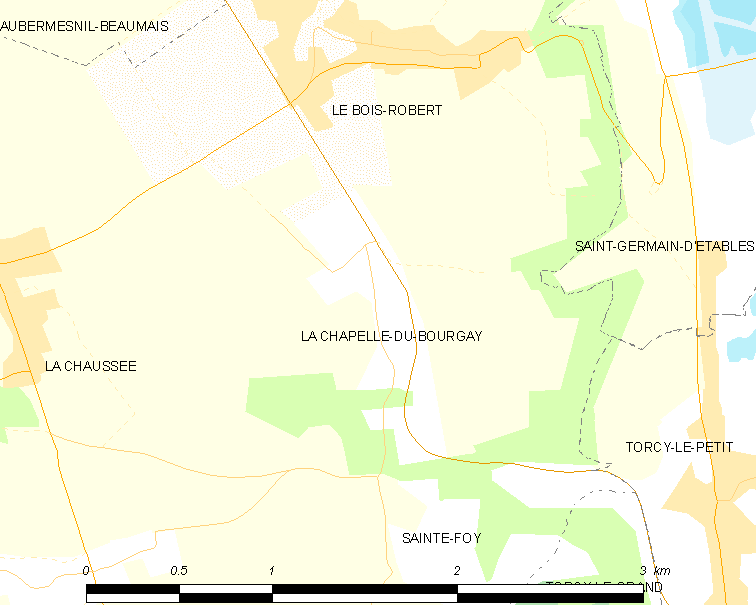
拉沙佩勒迪布尔盖的OSM定位图

拉沙佩勒迪布尔盖的时区为UTC+01:00、UTC+02:00（夏令时）。

## 行政
拉沙佩勒迪布尔盖的邮政编码为76590，INSEE市镇编码为76170。

## 政治
拉沙佩勒迪布尔盖所属的省级选区为吕讷赖县。

## 人口

1962-2008年间拉沙佩勒迪布尔盖人口变化图示

拉沙佩勒迪布尔盖于2022年1月1日时的人口数量为109人。